# Antonín Klug
Antonín Klug (24. dubna 1835 Městečko Trnávka – 8. července 1907 Olomouc) byl český katolický kněz, teolog a děkan teologické fakulty v Olomouci.

## Stručný životopis
Studoval na teologické fakultě v Olomouci, v Olomouci byl také 11. července 1858 vysvěcen na kněze. Po působení ve farní správě (Ruda nad Moravou, 1859 kooperátor v Olomouci u sv. Michala) se stal adjunktem teologické fakulty (1860), roku 1863 byl promován doktorem teologie, o rok později se stal profesorem dogmatické a fundamentální teologie. Ve školních letech 1867–1868, 1873–1874 a 1878–1879 byl děkanem teologické fakulty. Roku 1881 se stal nesídelním kanovníkem olomoucké kapituly, krátce na to i sídelním a rezignoval na svou profesuru. Roku 1893 se stal prelátem kustodem, 1895 kapitulním arcijáhnem a 1903 byl zvolen kapitulním děkanem. Infulovaný I. prelát a děkan dómu senior věrné metropolitní kapituly v Olomouci, rytíř rakouského řádu železné koruny - II. třídy komtur c. k. rakouského řádu Františka Josefa I. etc. Zemřel roku 1907 a byl pochován na Ústředním hřbitově v Olomouci.

## Externí odkazy

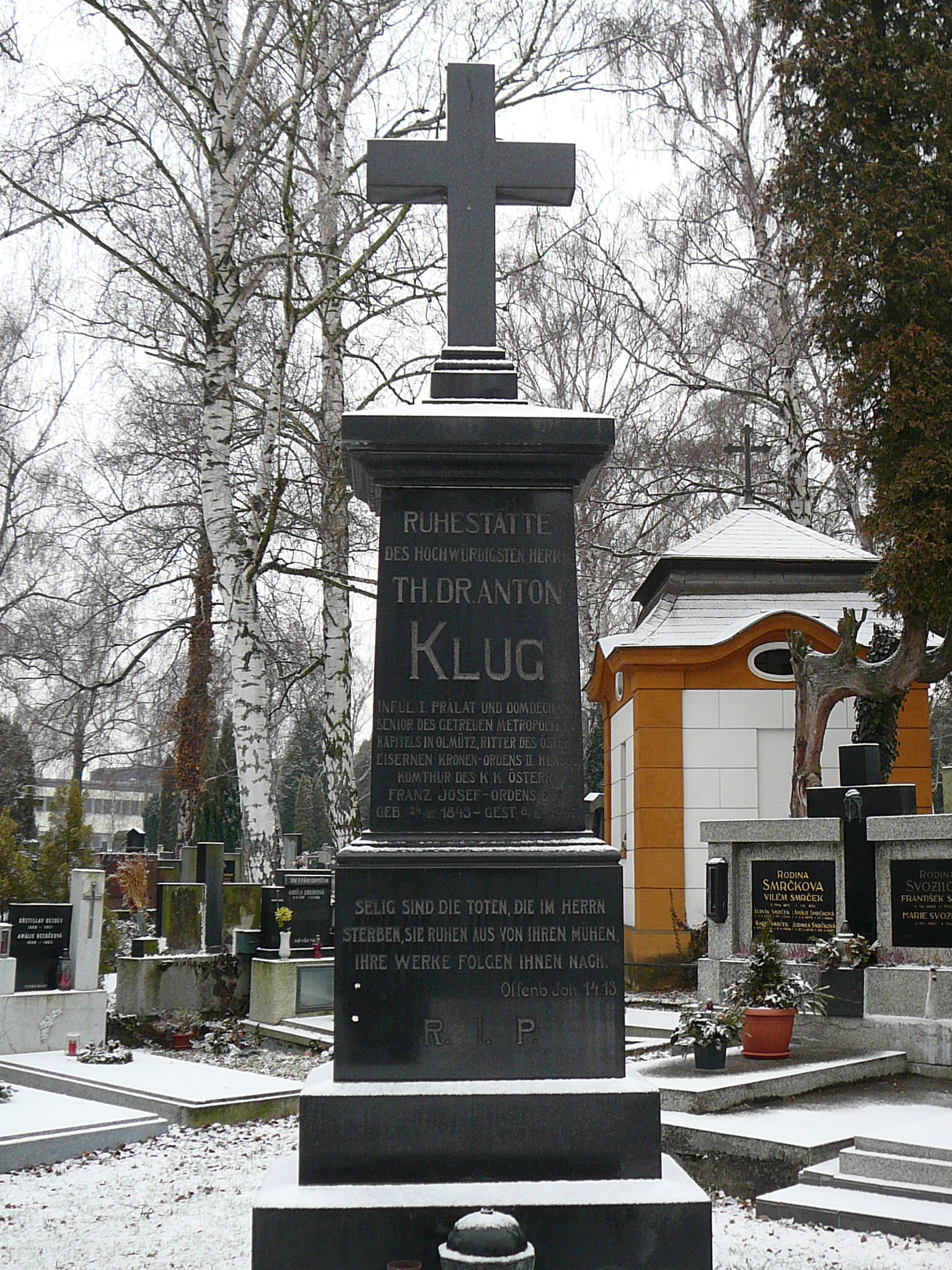
Hrobka Prof. ThDr Antonína Kluga na Ústředním hřbitově v Olomouci